# FMA IA-73
Die FMA IA-73 Unasur I ist ein seit 2010 in Entwicklung befindliches Schulflugzeug des argentinischen Herstellers Fábrica Argentina de Aviones.

## Geschichte
Nach der Wiederverstaatlichung begann man bei FMA, das erste Mal seit 25 Jahren, wieder mit der Entwicklung eines Schulflugzeugs. Die Maschine soll die in die Jahre gekommenen Beechcraft T-34 als Anfängerschulflugzeug ersetzen. Es sollen zwei Prototypen sowie 50 Serienflugzeuge für die Fuerza Aérea Argentina produziert werden. Interesse an einer Anschaffung der Maschine soll auch in Ecuador und Venezuela, möglicherweise auch in Brasilien bestehen.

## Konstruktion
Die IA-73 ist eine voll kunstflugtaugliche Maschine, die als Tiefdecker ausgelegt ist und über ein nicht einziehbares Bugradfahrwerk verfügt. Das Flugzeug soll fast vollständig aus Verbundwerkstoffen gefertigt werden und über ein Glascockpit mit israelischer Avionik verfügen. Die Piloten sitzen in Tandemkonfiguration hintereinander unter einer einteiligen Cockpithaube.